# Octopus defilippi
Octopus defilippi är en bläckfiskart som beskrevs av Verany 1851. Octopus defilippi ingår i släktet Octopus och familjen Octopodidae. Inga underarter finns listade i Catalogue of Life.